# Cythere maia
Cythere maia är en kräftdjursart som först beskrevs av Benson 1959.  Cythere maia ingår i släktet Cythere och familjen Cytheridae. Inga underarter finns listade i Catalogue of Life.